# Chiesa di Santo Stefano (Palazzuolo sul Senio)
La chiesa di Santo Stefano è una delle chiese di Palazzuolo sul Senio.

## Storia e descrizione
Di antica origine, l'edificio è stato rimaneggiato nel corso del XVIII secolo, restaurato agli inizi del Novecento e ancora dopo la seconda guerra mondiale, quindi non mantiene la struttura originaria. 
Tra queste nuove decorazioni alcune furono progettate da Tito Chini verso il 1936. Anche il catino absidale della chiesa è stato decorato dalle Fornaci San Lorenzo, come i sott'archi della navata. 
La vetrata col santo titolare della chiesa, sempre dovuta all'intervento delle Fornaci San Lorenzo, presenta  il santo Stefano in una posizione ieratica con sulla testa le pietre che servirono per lapidarlo e che lo fanno identificare.

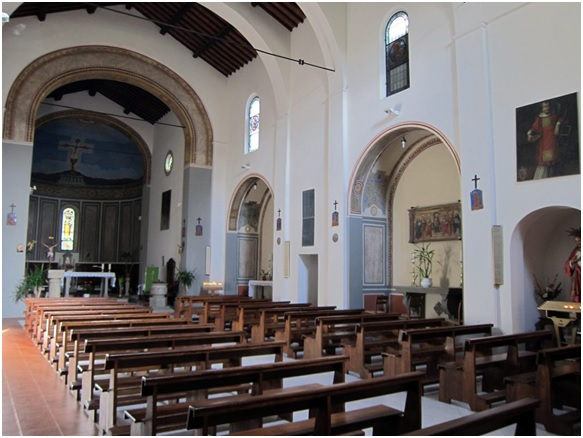
Interno della chiesa di Santo Stefano, Palazzuolo

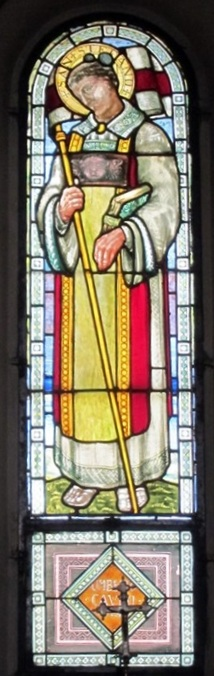
Manifattura Fornaci San Lorenzo, Vetrata con Santo Stefano, Chiesa di Santo Stefano, Palazzuolo.

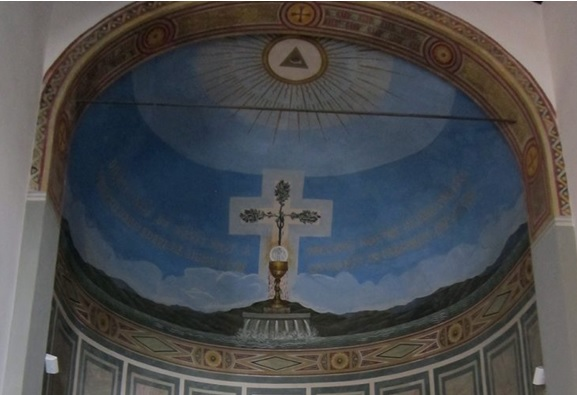
Decorazione dell'abside della chiesa di Santo Stefano

Al suo interno sono conservati numerosi dipinti risalenti ai secoli XVI, XVII, XVIII e XIX.
Tra questi dipinti, un olio su tela raffigura lo Sposalizio di Santa Caterina, opera di ambito fiorentino databile alla fine del XVI secolo-inizi del XVII secolo. 
La Madonna col Bambino, San Domenico e San Pietro Martire è riferibile ad un pittore fiorentino dell'inizio del XVII secolo mentre la Visitazione, risale alla seconda metà del XVII secolo. 
Tali opere furono date in deposito alla chiesa dalla Soprintendenza per i Beni Artistici e Storici di Firenze nel secondo dopoguerra.